# Innesto per obiettivi

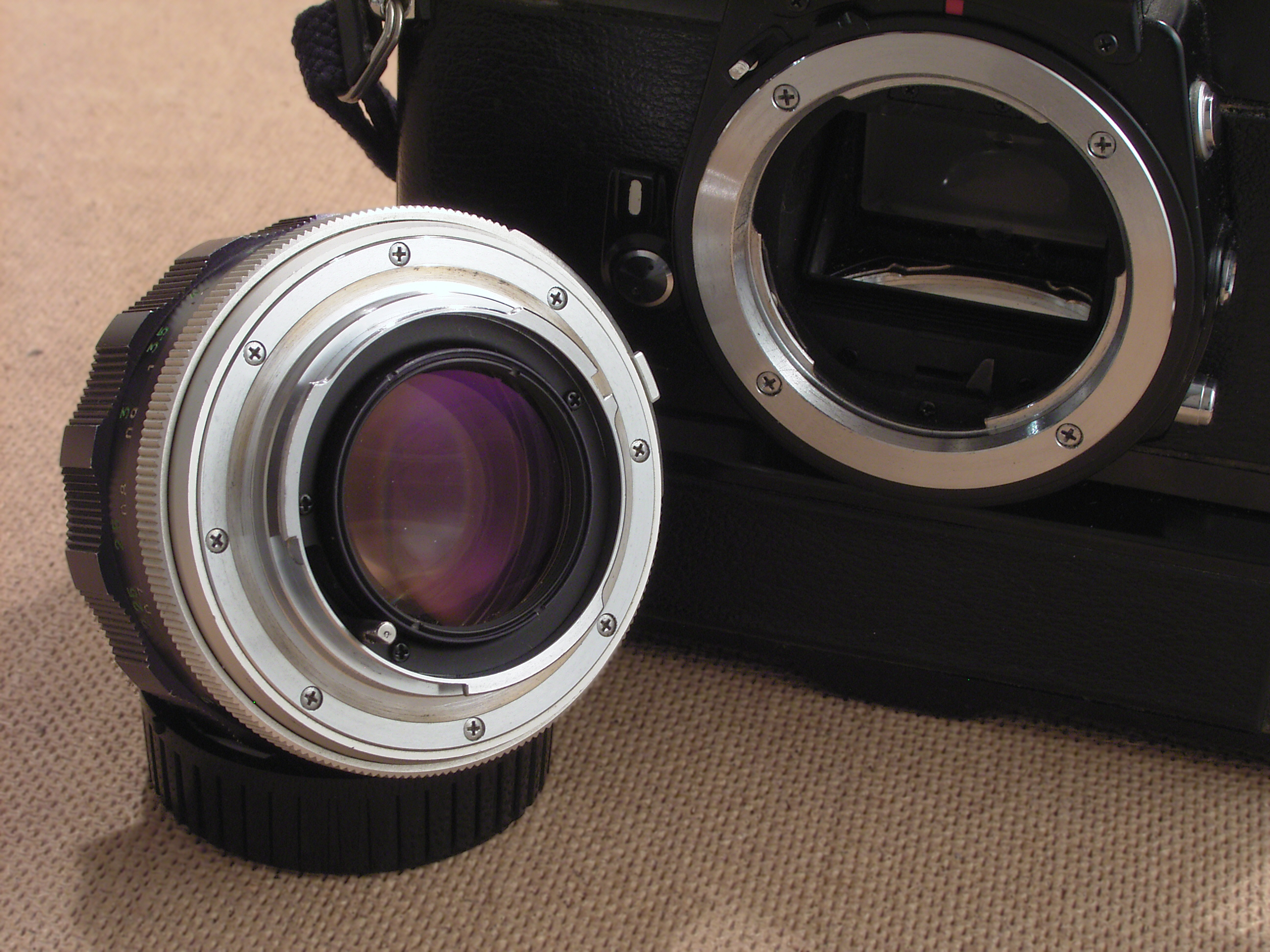
La femmina dell'innesto a baionetta di una Minolta XD-7 con attacco maschio di un obiettivo a Minolta MC-Rokkor 58mm 1: 1,4

Con innesto per obiettivi (detto anche attacco, aggancio o montatura o mount in inglese) ci si riferisce al tipo di interfaccia meccanica, tra il corpo camera (cine foto video) e i relativi obiettivi intercambiabili o accessori per obiettivi, che di solito è caratterizzato da una struttura «a baionetta» o «a vite» o di altro tipo similare, che possa assicurare un solido fissaggio e (in molti casi) il trasporto di eventuali movimenti e collegamenti, sia meccanici che elettronici, tipo l'apertura del diaframma o la regolazione della messa a fuoco automatica, ecc.
Alcuni di questi innesti sono utilizzati per connettere componenti delle ottiche, a strumentazioni che potrebbero non essere prettamente fotografiche, come i componenti modulari utilizzati nella prototipazione di laboratorio ottica, che si uniscono tramite elementi di montaggio agli innesti C o T (vedi tabella sotto).

## Tipologie di attacchi
L'innesto dell'obiettivo può essere di tipo con filettatura a vite (i primi ideati), a baionetta o a frizione (Breech-lock - bloccaggio a culatta); ma questa tecnologia è limitata alle sole camere in cui il corpo macchina consente l'intercambiabilità degli obiettivi. Tra queste, gli esempi più frequenti sono le fotocamera a telemetro, le SLR, le mirrorless, le cineprese professionali, ecc.
I vari innesti per obiettivi sono spesso proprietari delle case produttrici (Sony, Nikon, Canon, Contax / Yashica, Pentax, ecc.) e quindi sono quasi sempre incompatibili tra loro. Ed oltre alle variazioni dell'interfaccia meccanica ed elettrica, è molto spesso diversa anche la distanza di funzionamento dell'obiettivo correlato, detta tiraggio.

### In fotografia
Gli innesti a filettatura sono più fragili e non allineano l'obiettivo in una posizione di rotazione affidabile, tuttavia tipi come l'attacco C sono ancora ampiamente utilizzati per altre applicazioni come videocamere a circuito chiuso e strumenti ottici.
I moderni attacchi per obiettivi fotografici sono del tipo a baionetta, in quanto tale meccanismo è in grado di allineare con precisione le parti meccaniche ed elettriche tra lente e corpo. Gli innesti a baionetta hanno generalmente un numero di linguette (generalmente tre o quattro) attorno alla base dell'obiettivo, che si inseriscono nei relativi fori della piastra di montaggio presente sulla parte frontale della fotocamera. Una volta inserito, l'obiettivo viene fissato ruotandolo leggermente e si blocca in posizione attraverso un perno a molla, che poi può essere azionato quando si vuole rimuovere l'obiettivo.

### In cinematografia
I due attacchi più diffusi nell'ambito della cinematografia professionale sono l'attacco PL della Arri e l'attacco PV di Panavision.
L'attacco PL è utilizzato sia dalle cineprese digitali professionali ARRI che dalle RED, che fin dal 2012 sono le videocamere professionali più utilizzate nei film girati in digitale.
L'attacco Panavision è invece utilizzato solo dalle ottiche Panavision e quindi sono disponibili solo su videocamere Panaflex o telecamere di terze parti "Panavised" da una casa produttrici collegate alla Panavision. L'attacco PL è preferito dalla maggior parte delle altre fotocamere e produttori di lenti cinematografiche.

## Lista
| Nome dell'innesto                   | Tiraggio                                          | Dimensioni del fotogramma | Diametro dell'apertura | Passo dell'innesto | Tipo di innesto     | Utilizzo principale         | Modelli delle macchine |
| ----------------------------------- | ------------------------------------------------- | ------------------------- | ---------------------- | ------------------ | ------------------- | --------------------------- | --- |
| Attacco a vite Canon                |                                                   | 35 mm                     | M39                    | 1 mm               | Vite                | Fotografia                  | |
| Attacco Canon SV                    | 32.00 mm                                          |                           |                        |                    | Baionetta           | Fotografia                  | Canon RC-701 & 760 |
| Attacco Canon EX                    | 20 mm                                             | 1/2"                      |                        |                    | Baionetta           | Fotografia                  | |
| Attacco Canon FL                    | 42 mm                                             | 35 mm                     | 48 mm                  |                    | Breech-lock         | Fotografia                  | |
| Attacco Canon FD                    | 42 mm                                             | 35 mm                     | 48 mm                  |                    | Breech lock         | Fotografia                  | |
| Canon FDn                           | 42 mm                                             | 35 mm                     | 54 mm                  |                    | Baionetta           | Fotografia                  | |
| Attacco Canon EF                    | 44.00 mm                                          | 35 mm                     | 54 mm                  |                    | Bayonet             | Still (Digital)             | Canon EOS - DSLR Full Frame & APS(H)                                                                                            |
| Attacco Canon EF-S                  | 44.00 mm                                          | APS-C                     | 54 mm                  |                    | Baionetta           | Still (Digital)             | Canon EOS - DSLR APS(C) Cameras                                                                                                 |
| Attacco Canon EF-M                  | 18 mm                                             | APS-C                     | 47 mm                  |                    | Baionetta           | Fotografia (Digital)        | Canon EOS M Series Mirrorless APS(C) Cameras                                                                                    |
| Attacco RF                          | 20 mm                                             | 35 mm                     | 54 mm                  |                    | Baionetta           | Fotografia (Digitale)       | Canon EOS R - Full Frame Mirrorless Cameras                                                                                     |
| Attacco Nikon S                     | 34.85 mm                                          | 35 mm                     | 49 mm                  |                    | Baionetta           | Fotografia                  | Nikon Rangefinder |
| Attacco Nikon F                     | 46.5 mm                                           | 35 mm and APS-C           | 44 mm                  |                    | Baionetta           | Fotografia                  | Nikon F DSLR Full Frame & APS(C)                                                                                                |
| Nikon 1                             | 17 mm                                             | 13.2 x 8.8mm              | 40 mm                  |                    | Baionetta           | Still (Digital)             | Nikon 1 series |
| Nikon Z                             | 16 mm                                             | 35 mm and APS-C           | 55 mm                  |                    | Baionetta           | Fotografia (Digital)        | Nikon Z - Mirrorless Full Frame & APS(C)                                                                                        |
| Sony Mavica                         | 57 mm                                             |                           |                        |                    | Baionetta           | Still (Digital)             | |
| FE                                  | 18 mm                                             | 35 mm and APS-C           | 46.1 mm (1.815 inch)   |                    | Baionetta           | Still (Digital)             | Sony NEX Mirrorless APS(C) |
| Minolta SR                          | 43.50 mm                                          | 35 mm                     | 44.97 mm               |                    | Baionetta (54°)     | Fotografia                  | Minolta SR/MC/MD |
| Minolta V                           | 38.00 mm                                          | APS-H                     | 39.7 mm                |                    | Baionetta           | Fotografia                  | Minolta Vectis |
| Minolta A                           | 44.50 mm                                          | 35 mm and APS-C           | 49.7 mm (1.939 inch)   |                    | Baionetta (54°)     | Fotografia                  | Minolta DSLR AF/Alpha/Dynax/Maxxum Sony DSLR Alpha (α) A Mount                                                                  |
| Attacco Pentax Auto 110             | 27 mm                                             | 110 film                  |                        |                    | Baionetta           | Fotografia                  | |
| Attacco Pentax Q                    | 9.2 mm                                            | 1/2.3", 1/1.7"            | 31 mm                  |                    | Baionetta           | Fotografia (Digital)        | |
| Pentax K                            | 45.46 mm                                          | 35 mm and APS-C           | 44 mm                  |                    | Baionetta           | Fotografia                  | Used also by Ricoh, Chinon, Agfa, Vivitar and KMZ Zenit cameras                                                                 |
| Leitz Visoflex I                    | 91.3 mm                                           | 35 mm                     | M39                    | 26 TPI             | Vite                | Fotografia                  | |
| Leitz Visoflex II/III               | 67.8 mm                                           | 35 mm                     | 44 mm                  |                    | Baionetta (Leica M) | Fotografia                  | |
| Leica M                             | 27.80 mm                                          | 35 mm                     | 44 mm                  |                    | Baionetta           | Fotografia                  | Leica M series Leica CL Minolta CLE                                                                                             |
| Leica R                             | 47.00 mm                                          | 35 mm                     | 49 mm                  |                    | Baionetta           | Fotografia                  | |
| Leica L                             | 20 mm                                             | 35 mm and APS-C           | 51.6 mm                |                    | Baionetta           | Fotografia (Digital)        | L-Mount Alliance (Leica, Panasonic and Sigma Mirrorless)                                                                        |
| Panasonic Lumix L                   | 20 mm                                             | 35 mm and APS-C           | 51.6 mm                |                    | Baionetta           | Fotografia (Digital)        | L-Mount Alliance (Leica, Panasonic Lumix and Sigma Mirrorless)                                                                  |
| Contax RF                           | 34.85 mm                                          | 35 mm                     | 44 mm34                |                    | Doppia baionetta    | Fotografia                  | Contax I, II, III, IIa, IIIa Kiev 35mm                                                                                          |
| Attacco Contax G                    | 29.00 mm                                          | 35 mm                     | 44 mm                  |                    | Breech lock         | Fotografia                  | |
| Contax N                            | 48 mm                                             | 35 mm                     | 55 mm                  |                    | Baionetta           | Fotografia                  | |
| Contax/Yashica                      | 45.5 mm                                           | 35 mm                     | 48 mm                  |                    | Baionetta           | Fotografia                  | Yashica/Contax |
| Yashica MA                          | ~45.8 mm                                          | 35 mm                     |                        |                    | Baionetta           | Fotografia                  | Kyocera Yashica 230 AF etc. |
| Fujica X                            | 43.5 mm                                           | 35 mm                     | 49 mm                  |                    | Baionetta           | Fotografia                  | Fujica X |
| Fujifilm X                          | 17.7 mm                                           | APS-C                     | 44 mm                  |                    | Baionetta           | Still (Digital)             | Fujifilm X-series Mirrorless |
| Attacco Olympus Pen F               | 28.95 mm                                          | 35 mm half-frame          |                        |                    | Baionetta           | Fotografia                  | |
| Attacco Olympus OM                  | 46 mm                                             | 35 mm                     | 46 mm                  |                    | Baionetta           | Fotografia                  | |
| Quattro terzi                       | 38.67 mm                                          | 17.3 mm × 12.98 mm        | ~44 mm                 |                    | Baionetta           | Still (Digital)             | Olympus E Panasonic Lumix DMC-L Leica Digilux                                                                                   |
| Micro quattro terzi                 | 19.25 mm                                          | 17.3 mm × 12.98 mm        | ~38 mm                 |                    | Baionetta           | Still (Digital)             | Olympus Pen & OM-D series Panasonic G, GF, GX & GH Series Blackmagic Design Cinema Camera                                       |
| KM                                  | 27.80 mm?                                         | 35 mm                     | 44 mm                  |                    | Baionetta           | Still                       | Konica Hexar RF |
| Konica F                            | 40.50 mm                                          | 35 mm                     | 40 mm                  |                    | Baionetta           | Fotografia                  | Konica F |
| Konica AR                           | 40.50 mm                                          | 35 mm                     | 47 mm                  |                    | Baionetta           | Fotografia                  | Konica Autoreflex |
| Samsung NX mini                     | 6.95 mm                                           | 1"                        | 38 mm                  |                    | Baionetta           | Fotografia (Digital)        | |
| Samsung NX                          | 25.5 mm                                           | APS-C                     | 42 mm                  |                    | Baionetta           | Fotografia (Digital)        | |
| Samsung Kenox                       | 44.5 mm                                           | 35 mm                     | 49.7 mm                |                    | Baionetta           | Fotografia                  | Manual focus only; there is only one compatible camera - Samsung Kenox GX-1/Samsung SR4000.                                     |
| Icarex BM                           | 48.00 mm                                          | 35 mm                     | mm                     |                    | Breech lock         | Fotografia                  | Icarex 35S |
| D                                   | 12.29 mm                                          | 8 mm                      | 15.88 mm (0.625 inch)  | 32 TPI             | Vite                | Cinematografia              | |
| CS                                  | 6 mm                                              | 1/3" , 1/2"               | 25.40 mm (1 inch)      | 32 TPI             | Vite                | Cinematografia / Industria  | |
| C                                   | 17.526 mm (0.69 inches)                           | 1/2" , 16 mm, 2/3" , 1"   | 25.40 mm (1 inch)      | 32 TPI             | Vite                | Cinematografia/ Industriale | |
| S (a.k.a. M12)                      | No Flange. Back focal distance from <1mm to 12mm. | 1/6" to 1"                | 12 mm                  | 0.5 mm pitch       | Vite                | CCTV, PCB                   | Edmund Optics μ-Video |
| Bolex Bajonet                       | 23.22 mm                                          | 16 mm                     |                        |                    | Breech lock         | Cinematografia              | effective focal distance 17.526 mm (0.69 inches) due to beam splitter behind mount flange (accepts C-mount lenses with adapter) |
| Attacco a baionetta da 1/3"         | 25 mm                                             | 1/3" (5.24x2.94)          |                        |                    | Bayonet             | Video                       | JVC professional video cameras                                                                                                  |
| M39 (a.k.a. attacco L, LTM)         | 28.80 mm                                          | 35 mm                     | M39                    | 26 TPI             | Vite                | Fotografia                  | Attacco a vite Leica M39 |
| Narciss                             | 28.8 mm                                           | 16 mm                     | M24                    | 1 mm               | Vite                | Fotografia                  | |
| Attacco a baionetta da 1/2"         | 37.80 mm                                          | 1/2" (6.97x3.92)          |                        |                    | Baionetta           | Video                       | Non-Sony professional video cameras                                                                                             |
| Alpa                                | 37.80 mm                                          | 35 mm                     | 42 mm                  |                    | Baionetta           | Fotografia                  | |
| Sony 1/2" Video                     | 38 mm                                             | 1/2" (6.97x3.92)          |                        |                    | Baionetta           | Video                       | Videocamere professionali Sony                                                                                                  |
| Aaton universal                     | 40 mm                                             | 16 mm                     | 50 mm                  |                    | Breech lock         | Cinematografia              | |
| Baionetta Miranda/M44               | 41.5 mm                                           | 35 mm e APS-C             |                        |                    | Baionetta           | Fotografia                  | Miranda Camera Company |
| Petriflex                           | 43.5 mm                                           | 35 mm                     |                        |                    | Breech lock         | Still                       | |
| Sigma SA                            | 44.00 mm                                          | 35 mm                     | 44 mm                  |                    | Baionetta           | Still                       | Sigma SA |
| Paxette                             | 44 mm                                             | 35 mm                     | M39                    | 1 mm               | Vite                | Fotografia                  | |
| Praktiflex                          | 44 mm                                             | 35 mm                     | M40                    | 1 mm               | Vite                | Still                       | |
| Praktica                            | 44.40 mm                                          | 35 mm                     | 42 mm                  |                    | Baionetta           | Still                       | |
| Exakta, Topcon RE                   | 44.7 mm                                           | 35 mm                     | 46 mm                  |                    | Baionetta           | Still                       | |
| Zenit M39                           | 45.2 mm                                           | 35 mm                     | M39                    | 1 mm               | Vite                | Fotografia                  | |
| M37                                 | 45.46 mm                                          | 35 mm                     | 37 mm                  | 1 mm               | Vite                | Fotografia                  | Asahiflex |
| M42                                 | 45.46 mm                                          | 35 mm                     | 42 mm                  | 1 mm               | Vite                | Still                       | Praktica, Pentax, Zenit |
| Attacco B4                          | 48 mm                                             | 2/3" (9.6x5.4)            |                        |                    | Baionetta           | Video                       | Professional and broadcast video cameras                                                                                        |
| Praktina                            | 50 mm                                             | 35 mm                     | 46 mm                  |                    | Breech lock         | Fotografia                  | |
| T-Thread (Very earliest type)       | 50.7 mm                                           | 35 mm                     | M37                    | 0.75mm             | Screw               | Still                       | Tamron |
| Adapt-A-Matic                       | 50.7 mm                                           | 35 mm                     | 54 mm                  |                    | Baionetta           | Fotografia                  | Tamron |
| Adaptall & Adaptall-2               | 50.7 mm                                           | 35 mm                     | 54 mm                  |                    | Baionetta           | Fotografia                  | Tamron |
| Arri standard                       | 52 mm                                             | 35 mm e 16 mm             | 64 mm                  |                    | Tab lock            | Moving pictures             | |
| Arri bayonet                        | 52 mm                                             | 35 mm e 16 mm             | 64 mm                  |                    | Baionetta           | Cinematografia              | |
| Arri PL                             | 52 mm                                             | 35 mm e 16 mm             | 54 mm                  |                    | Breech lock         | Cinematografia              | |
| Arri LPL                            | 44 mm                                             | Arri LF                   | 62 mm                  |                    | Breech lock         | Cinematografia              | |
| Arri Maxi PL                        | 52 mm                                             | 70 mm                     | 64 mm                  |                    |                     | Cinematografia              | |
| T                                   | 55 mm                                             | 35 mm                     | 42 mm                  | 0.75 mm            | Vite                | Fotografia                  | Tamron |
| YS Auto T-Thread                    | 55 mm                                             | 35 mm                     | 42 mm                  | 0.75 mm            | Vite                | v                           | Sigma Corporation |
| T-thread                            | 55 mm                                             | 35 mm                     | 47 mm                  | 0.75 mm            | Vite                | Still                       | Tokina |
| Attacco H                           | 55 mm                                             | 35 mm                     | 47 mm                  | 0.75 mm            | Vite                | Still                       | Hanimex (rebranding of Tokina M47)                                                                                              |
| Panavision PV                       | 57.15 mm                                          | 35 mm                     | 49.5 mm                |                    | Breech lock         | Cinematografia              | |
| Attacco B3                          | 58 mm                                             | 2/3"                      |                        |                    | Baionetta reverse   | Video                       | Ikegami |
| Mitchell BNCR                       | 61.468 mm                                         | 35 mm                     | 68 mm                  |                    | Breech lock         | Cinematografia              | |
| Zeiss Panflex 5522/23 per Contax RF | 64.50 mm                                          | 35 mm                     | 34                     |                    | Doppia baionetta    | Fotografia                  | |
| Kowa Six/Super 66                   | 79 mm                                             | 6×6                       |                        |                    | Breech lock         | Fotografia                  | |
| Hasselblad                          | 74.9 mm                                           | 6×6                       | 69 mm                  |                    | Baionetta           | Fotografia                  | |
| Hasselblad Xpan                     | 34.27 mm                                          | 35 mm                     | 46 mm                  |                    | Baionetta           | Fotografia                  | |
| Bronica ETR                         | 85 mm                                             | 6×4.5                     |                        |                    | Baionetta           | Fotografia                  | |
| Bronica RF                          |                                                   | 6×4.5                     |                        |                    | Baionetta           | Fotografia                  | |
| Bronica SQA                         | 101.7 mm                                          | 6×6                       | 57 mm                  |                    | Baionetta           | Fotografia                  | |
| Bronica GS1                         | 85 mm                                             | 6×7                       | 80.5mm                 |                    | Baionetta           | Fotografia                  | |
| Mamiya 645                          | 63.3 mm                                           | 6×4.5                     | 62 mm                  |                    | Baionetta           | Fotografia                  | |
| Mamiya 6                            | 56.2 mm (approx.)                                 | 6×6                       | mm                     |                    | Baionetta           | Still                       | |
| Mamiya 7/7II                        | 59 mm (approx.)                                   | 6×7                       | 49 mm                  |                    | Baionetta           | Fotografia                  | |
| Mamiya RZ67                         | 105 mm                                            | 6×7                       | 60 mm                  |                    | Baionetta           | Fotografia                  | |
| Mamiya RB67                         | 112 mm                                            | 6×7                       | 60 mm                  |                    | Baionetta           | Fotografia                  | |
| Mamiya ZE                           | 45.5 mm                                           | 35 mm                     |                        |                    | Baionetta           | Fotografia                  | |
| Mamiya/Sekor E                      | 43.5 mm                                           | 35 mm                     | 49 mm                  |                    | Baionetta           | Fotografia                  | |
| Pentax 645                          | 70.87 mm                                          | 6×4.5                     | 61.2 mm                |                    | Baionetta           | Fotografia                  | |
| Pentax 6x7                          | 84.95 mm                                          | 6×7                       | 72 mm                  |                    | Baionetta           | Fotografia                  | |
| Pentacon Six                        | 74.1 mm                                           | 6×6                       | 60 mm                  |                    | Breech lock         | Fotografia                  | |
| Fujifilm G                          | 26.7 mm                                           | 43.8x32.9 mm              | 65 mm                  |                    | Baionetta           | Fotografia (Digital)        | Fujifilm GX-series |
| Rolleiflex SL66                     | 102.8 mm                                          | 6×6                       |                        |                    | Baionetta           | Fotografia                  | |
| Rolleiflex SL35                     | 44.46 mm                                          | 35 mm                     | 46 mm                  |                    | Baionetta           | Fotografia                  | |
| RMS thread, society thread          | 150/180 mm                                        |                           | 0.8", Whitworth        | 36 tpi             | Vite                | Microscopio                 | older microscopes |
| Leica Nikon Biological              | Unknown                                           |                           | M25                    | 0.75 mm            | Vite                | Microscopio                 | |
| BD Mount                            | Unknown                                           |                           | M26                    | 0.7 mm             | Vite                | Microscopio                 | Mitutoyo Olympus BD Nikon BD |
| Zeiss                               | Unknown                                           |                           | M27                    | 0.75 mm            | Vite                | Microscopio                 | |